# Liste französischer Schriftsteller (alphabetisch)
Siehe auch: Liste französischer Schriftsteller (chronologisch) und Liste französischer Dichter

## A
- Soazig Aaron (* 1949)
- Petrus Abaelardus (1079–1142)
- Miguel Abensour (1939–2017)
- Edmond About (1828–1885)
- Alain Absire (* 1950)
- Marcel Achard (1899–1974)
- Paul Adam (1862–1920)
- Arthur Adamov (1908–1970)
- Jacques d’Adelswärd-Fersen (1880–1923)
- Maurice Agulhon (1926–2014)
- Jean Aicard (1848–1921)
- Jean d’Aillon (* 1948)
- Émile Ajar (1914–1980)
- Alain-Fournier (1886–1914)
- Nelly Alard (* 1960)
- René-Marie Albérès (1921–1982)
- Henri Aleg (* 1921)
- Paul Alexis (1847–1901)
- Alphonse Allais (1854–1905)
- Maurice Allais (1911–2010)
- Henri Alleg (1921–2013)
- Jacques Almira (* 1950)
- Ferdinand Alquié (1906–1985)
- Louis Althusser (1918–1990)
- Marc Alyn (* 1937)
- Louis Amade (1915–1992)
- Jean Amadou (1929–2011)
- Robert Amadou (1924–2006)
- Francis Ambrière (1907–1998)
- Jacques-Pierre Amette (* 1943)
- Jean Amila (1910–1995)
- Henri Amouroux (1920–2007)
- Robert André (1920–2001)
- Jean-Baptiste Andrea (* 1971)
- Pierre Andreu (1909–1987)
- François Andrieux (1759–1833)
- Édouard d’Anglemont (1798–1876)
- Christine Angot (* 1959)
- Auguste Anicet-Bourgeois (1806–1871)
- Jean Anouilh (1910–1987)
- Daniel Anselme (1927–1984)
- Robert Antelme (1917–1990)
- Jean-Jacques Antier (1928–2023)
- Pierre Apestéguy (1902–1972)
- Guillaume Apollinaire (1880–1918)
- Dan Ar Wern (* 1952)
- Louis Aragon (1897–1982)
- Dominique Arban (1903–1991)
- Émile Armand (1872–1962)
- Georges Arnaud, Pseudonym für Henri Georges Girard (1917–1987)
- Georges-Jean Arnaud (1928–2020)
- Christine Arnothy (1930–2015)
- Paul-Alexandre Arnoux (1884–1973)
- Jean-Paul Aron (1925–1988)
- Raymond Aron (1905–1983)
- Fernando Arrabal (* 1932)
- Emmanuelle Arsan (1932–2005)
- Antonin Artaud (1896–1948)
- Ryad Assani-Razaki (* 1981)
- Pierre Assouline (* 1953)
- Alexandre Astruc (1923–2016)
- Georges Auclair (1920–2004)
- Jacques Audiberti (1899–1965)
- Gabriel Audisio (1900–1978)
- Yvan Audouard (1914–2004)
- Marguerite Audoux (1863–1937)
- Colette Audry (1906–1990)
- Dominique Aury (1907–1998)
- Jean Autin (1921–1991)
- Claude Aveline (1901–1992)
- Nicole Avril (* 1939)
- Édouard Axelrad (1918–2006)
- Marcel Aymé (1902–1967)
- Jean-Pierre Azéma (1937–2025)
- Nathalie Azoulai (* 1966)
- Isabelle Azoulay (* 1961)
- Saphia Azzeddine (* 1979)

## B
- Pierre Ballester (* 1959)
- Honoré de Balzac (1799–1850)
- Jean-Louis Guez de Balzac (1597–1654)
- Muriel Barbery (* 1969)
- Henri Barbusse (1873–1935)
- Pierre Barillet (1923–2019)
- René Barjavel (1911–1985)
- Roland Barthes (1915–1980)
- Charles Baudelaire (1821–1867)
- Emmanuelle Bayamack-Tam (* 1966)
- Hervé Bazin (1911–1996)
- Marcel Béalu (1908–1993)
- Maurice Beaubourg (1859–1943)
- Pierre Beaumarchais (1732–1799)
- Philippe Beaussant (1930–2016)
- Simone de Beauvoir (1908–1986)
- Pierre Bec (1921–2014)
- Béatrix Beck (1914–2008)
- Azouz Begag (* 1957)
- François Bégaudeau (* 1971)
- Rabah Belamri (1946–1995)
- Jean du Bellay (1492/98–1560)
- Joachim du Bellay (um 1522–1555)
- Denis Belloc (1949–2013)
- Pierre Benoit (1886–1962)
- Juliette Benzoni (1920–2016)
- Pierre-Jean de Béranger (1780–1857)
- Yves Berger (1931–2004)
- Cyrano de Bergerac (1619–1655)
- Emmanuel Berl (1892–1976)
- Paul Berna (1908–1994)
- Georges Bernanos (1888–1948)
- Tristan Bernard (1866–1947)
- Emmanuèle Bernheim (1955–2017)
- Jean Bertaut (1552–1611)
- Francis Berthelot (* 1946)
- Benjamin Berton (* 1974)
- Pierre Berton (1842–1912)
- Louis Bertrand (1866–1941)
- Héctor Bianciotti (1930–2012)
- François Billetdoux (1927–1991)
- Raphaëlle Billetdoux (* 1951)
- Laurent Binet (* 1972)
- Jacques Bizet (1872–1922)
- Maurice Blanchot (1907–2003)
- Jean-Philippe Blondel (* 1964)
- Léon Bloy (1846–1917)
- Robert Bober (* 1931)
- Christian Bobin (1951–2022)
- François Bon (* 1953)
- Abel Bonnard (1883–1968)
- Yves Bonnefoy (1923–2016)
- Georges Bonnet (1919–2021)
- Roger Borniche (1919–2020)
- Henri Bosco (1888–1976)
- Alain Bosquet (1919–1998)
- François Bott (1935–2022)
- Pierre Bottero (1964–2009)
- Guillaume Bouchet (1513–1594)
- Jean Bouchet (1476–1557)
- Alphonse Boudard (1925–2000)
- Alfred de Bougy (1814–1871)
- Grégoire Bouillier (* 1960)
- Pierre Boulle (1912–1994)
- Françoise Bourdin (1952–2022)
- Élémir Bourges (1852–1925)
- Camille Bourniquel (1918–2013)
- Emmanuel Bove (1898–1945)
- Robert Brasillach (1909–1945)
- Anne-Sophie Brasme (* 1984)
- Fernand Braudel (1902–1985)
- Georges de Brébeuf (1617–1661)
- Jean-Denis Bredin (1929–2021)
- André Breton (1896–1966)
- Jean Anthelme Brillat-Savarin (1755–1826)
- Pascal Bruckner (* 1948)
- Michel Butor (1926–2016)

## C
- Noël Calef (1907–1968)
- Henri Calet (1904–1956)
- Albert Camus (1913–1960)
- Jean-Pierre Camus (1584–1652)
- Renaud Camus (* 1946)
- Odile Caradec (1925–2021)
- Marie Cardinal (1928/29–2001)
- Emmanuel Carrère (* 1957)
- Jean Carrière (1928–2005)
- Jean-Claude Carrière (1931–2021)
- Michel del Castillo (1933–2024)
- Claire Castillon (* 1975)
- Patrick Cauvin (1932–2010)
- François Cavanna (1923–2014)
- Jean Cayrol (1911–2005)
- Robert Caze (1853–1886)
- Louis-Ferdinand Céline (1894–1961)
- Blaise Cendrars (1887–1961)
- Aimé Césaire (1913–2008)
- Nicolas Chamfort (1741–1794)
- Patrick Chamoiseau (* 1953)
- René Char (1907–1988)
- Edmonde Charles-Roux (1920–2016)
- Émile Chartier (1868–1951)
- Georges Chastellain (1405–1475)
- François-René de Chateaubriand (1768–1848)
- Alphonse de Châteaubriant (1877–1951)
- Maxime Chattam (* 1976)
- Frédéric Chaudière (* 1963)
- Éric Chevillard (* 1964)
- Nicolas de Cholières (1509–1592)
- Marc Cholodenko (* 1950)
- Émile Cioran (1911–1995)
- Hélène Cixous (* 1937)
- Andrée Clair (1916–1982)
- Georges-Emmanuel Clancier (1914–2018)
- Paul Claudel (1868–1955)
- Bernard Clavel (1923–2010)
- Jean Cocteau (1889–1963)
- Albert Cohen (1895–1981)
- Sylvain Coher (* 1971)
- Louise Colet (1810–1876)
- Colette (1873–1954)
- Paul Colin (1920–2018)
- Jules-François Elzéar de Collet (1820–1859)
- Guillaume Colletet (1598–1659)
- Jean-François Collin d’Harleville (1755–1806)
- Valentin Conrart (1603–1675)
- Benjamin Constant (1767–1830)
- Pierre Corneille (1606–1684)
- Albert Cossery (1913–2008)
- Raymond Cousse (1942–1991)
- Guillaume Crétin (1460–1525)
- Astolphe de Custine (1790–1857)

## D
- Eugène Dabit (1898–1936)
- Didier Daeninckx (* 1949)
- Louis-Philippe Dalembert (* 1962), Haiti
- Maurice Georges Dantec (1959–2016)
- Kamel Daoud (* 1970)
- Frédéric Dard (1921–2000)
- Georges Darien (1862–1921)
- Alphonse Daudet (1840–1897)
- Ernest Daudet (1837–1921)
- Léon Daudet (1867–1942)
- Alexandra David-Néel (1868–1969)
- Kéthévane Davrichewy (* 1965)
- Jacques Decour (1910–1942)
- Régine Deforges (1935–2014)
- Alain Defossé (1957–2017)
- Michel Deguy (1930–2022)
- Chloé Delaume (* 1973)
- Philippe Delerm (* 1950)
- Alexandre Delmar (* 1975)
- Olivier Delorme (* 1958)
- Michel Déon (1919–2016)
- Guillaume Des Autels (1529–1580)
- Louis Des Masures (1515–1574)
- Agnès Desarthe (* 1966)
- Marceline Desbordes-Valmore (1786–1859)
- Lucien Descaves (1861–1949)
- François-Henri Désérable (* 1987)
- Robert Desnos (1900–1945)
- Virginie Despentes (* 1969)
- Louis Desprez (1861–1895)
- Denis Diderot (1713–1784)
- Jean-Paul Didierlaurent (1962–2021)
- Négar Djavadi (* 1969)
- Philippe Djian (* 1949)
- Claude-Joseph Dorat (1734–1780)
- Françoise Dorin (1928–2018)
- Geneviève Dormann (1933–2015)
- Serge Doubrovsky (1928–2017)
- Laurent Drelincourt (1625–1680)
- Pierre Drieu la Rochelle (1893–1945)
- Jean-Marie Drot (1929–2015)
- Maurice Druon (1918–2009)
- Roland Dubillard (1923–2011)
- Jean-Paul Dubois (* 1950)
- Victor Henri Joseph Brahain Ducange (1783–1833)
- Noël du Fail (1520–1591)
- Anne Dufourmantelle (1964–2017)
- Charles Dufresny (1657–1724)
- Georges Duhamel (1884–1966)
- Edouard Dujardin (1861–1949)
- Alexandre Dumas d. Ä. (1802–1870)
- Alexandre Dumas d. J. (1824–1895)
- Jacques Dupin (1927–2012)
- Clara Dupont-Monod (* 1973)
- Claude Durand (1938–2015)
- Édmond Duranty (1833–1880)
- Marguerite Duras (1914–1996)
- Benoît Duteurtre (1960–2024)
- Jean Dutourd (1920–2011)

## E
- Jean Echenoz (* 1947)
- Mircea Eliade (1907–1986)
- Paul Éluard (1895–1952)
- Pierre Emmanuel (1916–1984)
- Mathias Énard (* 1972)
- Bernard Epin (1936–2020)
- Didier Eribon (* 1953)
- Annie Ernaux (* 1940)
- Luc Estang (1911–1992)
- Claire Etcherelli (1931–2023)
- Charles Exbrayat (1906–1989)

## F
- Ferdinand Fabre (1827–1895/1898)
- René Fallet (1927–1983)
- Frantz Fanon (1925–1961)
- Léon-Paul Fargue (1876–1947)
- Claude Farrère (1876–1957)
- Gaël Faye (* 1982)
- Jean-Pierre Faye (* 1925)
- François Fejtő (1909–2008)
- Dominique Fernandez (* 1929)
- Michel Ferracci-Porri (* 1949)
- Jérôme Ferrari (* 1968)
- Henry Fèvre (1864–1937)
- Ernest Feydeau (1821–1873)
- Georges Feydeau (1862–1921)
- Élisabeth Filhol (* 1965)
- Alain Finkielkraut (* 1949)
- Gustave Flaubert (1821–1880)
- David Foenkinos (* 1974)
- Gabriel de Foigny (1630–1692)
- Jean Follain (1903–1971)
- Maurice Fombeure (1906–1981)
- Xavier Forneret (1809–1884)
- Gilbert Forray (1930–2017)
- Viviane Forrester (1925–2013)
- Georges Fourest (1867–1945)
- André Fraigneau (1905–1991)
- Anatole France (1844–1924)
- Marie de France (um 1135–um 1200)
- Bernard Frank (1929–2006)
- Nicolas Frénicle (1600–1666)
- Jean Freustié (1914–1983)
- Bernard Friot (* 1951)
- Roger Frison-Roche (1906–1999)
- Pierre Fritsch (1930–2005)
- Eugène Fromentin (1820–1876)

## G
- Émile Gaboriau (1832–1873)
- Paul Gadenne (1907–1956)
- Max Gallo (1932–2017)
- Alain Gandy (1924–2015)
- Dominique Joseph Garat (1749–1833)
- Jacques Garelli (1931–2014)
- Anne F. Garréta (* 1962)
- Romain Gary (1914–1980)
- Armand Gatti (1924–2017)
- Laurent Gaudé (* 1972)
- Anna Gavalda (* 1970)
- Delphine Gay (1804–1855)
- Jean Genet (1910–1986)
- Maurice Genevoix (1890–1980)
- René Ghil (1862–1925)
- André Gide (1869–1951)
- Jean Giono (1895–1970)
- René Girard (1923–2015)
- Jean Giraudoux (1882–1944)
- Françoise Giroud (1916–2003)
- Christian Giudicelli (1942–2022)
- Édouard Glissant (1928–2011)
- André Glucksmann (1937–2015)
- Georges-Arthur Goldschmidt (* 1928)
- Anne Golon (1921–2017)
- Paul Goma (1935–2020)
- Antoine Gombaud, chevalier de Méré (1607–1684)
- Gilles de Gouberville (1521–1578)
- Henri Gougaud (1936–2024)
- Rémy de Gourmont (1858–1915)
- Jean-Louis Gouraud (* 1943)
- Julien Gracq (1910–2007)
- Françoise de Graffigny (1695–1758)
- Xavier Grall (1930–1981)
- Jean-Christophe Grangé (* 1961)
- Arnoul Gréban (vor 1420–1485)
- Julien Green (1900–1998)
- Jean Baptiste Louis de Gresset (1709–1777)
- Henry Gréville (1842–1902)
- Pierre Grimbert (* 1970)
- Pierre Gringore (1475–1539)
- Benoîte Groult (1920–2016)
- Guillaume Guéroult (1507–1569)
- Hervé Guibert (1955–1991)
- Gustave Guiches (1860–1935)
- Eugène Guillevic (1907–1997)
- Claude Guillon (1952–2023)
- Sacha Guitry (1885–1957)
- Pierre Guyotat (1940–2020)

## H
- Vérité Habanc (bl. 1585)
- Didier Hallépée (* 1955)
- André Hardellet (1911–1974)
- Isabelle Hausser (* 1953)
- François Hédelin (1604–1676)
- Johan Heliot (* 1970)
- Jacques de Hemricourt (1333–1403)
- Georges Henein (1914–1973)
- Paul-Jean Hérault (1934–2020)
- Stéphane Hessel (1917–2013)
- Guy Hocquenghem (1946–1988)
- Christophe Honoré (* 1970)
- Michel Houellebecq (* 1956/58)
- Jean Hougron (1923–2001)
- Victor Hugo (1802–1885)
- Fabrice Humbert (* um 1970)
- Joris-Karl Huysmans (1848–1907)

## I
- Eugène Ionesco (1909–1994)
- Jean-Claude Izzo (1945–2000)

## J
- Philippe Jaccottet (1925–2021)
- Christian Jacq (* 1947)
- Edmond Jaloux (1878–1949)
- Francis Jammes (1868–1938)
- Ludovic Janvier (1934–2016)
- Gérard Jarlot (1923–1966)
- Alfred Jarry (1873–1907)
- Régis Jauffret (* 1955)
- Jean-Charles (1922–2003)
- Tahar Ben Jelloun (* 1944)
- Alexis Jenni (* 1963)
- Joseph Joffo (1931–2018)
- Thierry Jonquet (* 1954)
- Alain Jouffroy (1928–2015)
- Hubert Juin (1926–1987)
- Charles Juliet (1934–2024)
- Philippe Jullian (1919–1977)

## K
- Gustave Kahn (1859–1936)
- Leslie Kaplan (* 1943)
- Gaspard Koenig (* 1982)
- Bernard-Marie Koltès (1948–1989)
- Cloé Korman (* 1983)
- Julia Kristeva (* 1941)

## L
- Jean de La Bruyère (1645–1696)
- Jean de La Ceppède (1550–1623)
- Jean de La Fontaine (1621–1695)
- Jules de La Madelène (1820–1859)
- Guillaume de La Perrière (1499–1554)
- Antoine de La Sale (um 1385 – um 1460)
- Patrice de La Tour du Pin (1911–1975)
- Jean de La Varende (1887–1959)
- Jacques Lacan (1901–1981)
- Pierre-Ambroise-François Choderlos de Laclos (1741–1803)
- Marie-Hélène Lafon (* 1962)
- Jules Laforgue (1860–1887)
- Jean-Luc Lagarce (1957–1995)
- Alphonse de Lamartine (1790–1869)
- Philippe Lançon (* 1963)
- Armand Lanoux (1913–1983)
- Dominique Lapierre (1931–2022)
- Valéry Larbaud (1881–1957)
- Léo Larguier (1878–1950)
- Comte de Lautréamont (1846–1870)
- Jean-Marie Gustave Le Clézio (* 1940)
- Pierre Le Moyne (1602–1671)
- Claude Le Petit (1638–1662)
- Guy Le Rumeur (1901–2003)
- Hervé Le Tellier (* 1957)
- Maurice Leblanc (1864–1941)
- Charles Leconte de Lisle (1818–1894)
- Alban Lefranc (* 1975)
- Michel Leiris (1901–1990)
- François Lelord (* 1953)
- Jean-Pierre Lemaire (* 1948)
- Pierre Lemaitre (* 1951)
- Camille Lemonnier (1844–1913)
- Nicolas-Germain Léonard (1744–1793)
- Gaston Leroux (1868–1927)
- Gilles Leroy (* 1958)
- Jérôme Leroy (* 1964)
- Didier Lestrade (* 1958)
- Emmanuel Levinas (1906–1995)
- Bernard-Henri Lévy (* 1948)
- Simon Liberati (* 1960)
- Jonathan Littell (* 1967)
- Pierre Loti (1850–1923)
- Sabri Louatah (* 1983)
- Édouard Louis (* 1992)
- Nicole Louvier (1933–2003)

## M
- Amin Maalouf (* 1949)
- Xavier de Maistre (1763–1852)
- Léo Malet (1909–1996)
- Stéphane Mallarmé (1842–1898)
- Françoise Mallet-Joris (1930–2016)
- Hector Malot (1830–1907)
- André Malraux (1901–1976)
- Jean-Patrick Manchette (1942–1995)
- Olivier Mannoni (* 1960)
- Félicien Marceau (1913–2012)
- William Margolis (1944–2004)
- Pierre Carlet de Marivaux (1688–1763)
- Clément Marot (1496–1544)
- Martial d’Auvergne (um 1430–1508)
- Roger Martin du Gard (1881–1958)
- Dionys Mascolo (1916–1997)
- François Maspero (1932–2015)
- Nicolas Mathieu (* 1978)
- Guy de Maupassant (1850–1893)
- Micheline Maurel (1916–2009)
- François Mauriac (1885–1970)
- André Maurois (1885–1967)
- Charles Mauron (1899–1966)
- François Maynard (1582–1646)
- Abdelwahab Meddeb (1946–2014)
- Albert Memmi (1920–2020)
- Prosper Mérimée (1803–1870)
- Robert Merle (1908–2004)
- Gérald Messadié (1931–2018)
- Philippe Mestre (1927–2017)
- Oscar Méténier (1859–1913)
- Henri Michaux (1899–1984)
- Jean-Claude Michéa (* 1950)
- Jean Michel (um 1435–1501)
- Claude Michelet (1938–2022)
- Fabrice Midal (* 1967)
- Christian Millau (1928–2017)
- Catherine Millet (* 1948)
- Céline Minard (* 1969)
- Hubert Mingarelli (1956–2020)
- Bernard Minier (* 1960)
- Octave Mirbeau (1848–1917)
- Patrick Modiano (* 1945)
- Pierre Moinot (1920–2007)
- Molière (1622–1673)
- Jean Molinet (1435–1507)
- Henry Monnier (1799–1877)
- Michel de Montaigne (1533–1592)
- Georgette de Montenay (1540–1606)
- Robert de Montesquiou (1855–1921)
- Henry de Montherlant (1895–1972)
- Hégésippe Moreau (1810–1838)
- Wajdi Mouawad (* 1968)
- Guy Mouminoux (1927–2022)
- Jean-Claude Mourlevat (* 1952)
- Philippe Muray (1945–2006)
- Alfred de Musset (1810–1857)

## N
- Maurice Nadeau (1911–2013)
- Thomas Narcejac (1908–1998)
- Marie NDiaye (* 1967)
- Irène Némirovsky (1903–1942)
- Gérard de Nerval (1808–1855)
- Antoine de Nervèze (1558–1625)
- Roger Nimier (1925–1962)
- Marie Nimier (* 1957)
- Anaïs Nin (1903–1977)
- Paul Nizan (1905–1940)
- Anna de Noailles (1876–1933)
- Marie-Laure de Noailles (1902–1970)
- Florence Noiville (* 1961)
- Hubert Nyssen (1925–2011)

## O
- René de Obaldia (1918–2022)
- Mikaël Ollivier (* 1968)
- Véronique Olmi (* 1962)
- Jean Orieux (1907–1990)
- Jean d’Ormesson (1925–2017)
- Mona Ozouf (* 1931)

## P
- Martin Page (* 1975)
- Marcel Pagnol (1895–1974)
- Dominique Paladilhe (1921–2015)
- Christian Palustran (* 1947)
- Jean-François Parot (1946–2018)
- Louis Parrot (1906–1948)
- Blaise Pascal (1623–1662)
- Steve Passeur (1899–1966)
- Pericle Patocchi (1911–1968)
- Jean Paulhan (1884–1968)
- Catherine Paysan (1926–2020)
- Charles Péguy (1873–1914)
- Édouard Peisson (1896–1963)
- Joséphin Péladan (1858–1918)
- Daniel Pennac (* 1944)
- Georges Perec (1936–1982)
- Benjamin Péret (1899–1959)
- Charles Perrault (1628–1703)
- Gilles Perrault (1931–2023)
- Saint-John Perse (1887–1975)
- Xavier-Laurent Petit (* 1956)
- Michel Peyramaure (1922–2023)
- Roger Peyrefitte (1907–2000)
- Charles-Louis Philippe (1874–1909)
- René-Victor Pilhes (1934–2021)
- Rafaël Pividal (1934–2006)
- Christine de Pizan (1365–nach 1430)
- Patrick Poivre d’Arvor (* 1947)
- Raoul Ponchon (1848–1937)
- Francis Ponge (1899–1988)
- François Ponsard (1814–1867)
- Claude Ponti (* 1948)
- Henry Poulaille (1896–1980)
- Jacques Pradon (1644–1698)
- Gisèle Prassinos (1920–2015)
- Jacques Prevel (1915–1951)
- Jacques Prévert (1900–1977)
- Abbé Prévost (1697–1763)
- Christian Prigent (* 1945)
- Marcel Proust (1871–1922)
- Gilbert Prouteau (1917–2012)
- Romain Puértolas (* 1975)

## Q
- Raymond Queneau (1903–1976)
- Pascal Quignard (* 1948)

## R
- François Rabelais (um 1490–1553)
- Henry Rabusson (1850–1922)
- Honorat de Bueil de Racan (1589–1670)
- Jean Racine (1639–1699)
- Raymond Radiguet (1903–1923)
- Marc-André Raffalovich (1864–1934)
- Michel Ragon (1924–2020)
- Atiq Rahimi (* 1962)
- Nicolas Rapin (1535–1608)
- Jean Raspail (1925–2020)
- Lionel Ray (* 1935)
- Pauline Réage (1907–1998)
- Jacques Réda (1929–2024)
- François Regnault (* 1938)
- Pierre-Jean Rémy (1937–2010)
- Françoise Renaud (* 1956)
- Nicolas-Edme Retif de la Bretonne (1734–1806)
- Adolphe Retté (1863–1930)
- Thomas Reverdy (* 1974)
- Alina Reyes (* 1956)
- Yasmina Reza (* 1959)
- Jean Ricardou (1932–2016)
- Jehan Rictus (1867–1933)
- Catherine Rihoit (* 1950)
- Arthur Rimbaud (1854–1891)
- Alain Robbe-Grillet (1922–2008)
- Armand Robin (1912–1961)
- Denis Roche (1937–2015)
- Henri-Pierre Roché (1879–1959)
- Christiane Rochefort (1917–1998)
- Fabrice Roger-Lacan (* 1966)
- Olivier Rolin (* 1947)
- Romain Rolland (1866–1944)
- Pierre de Ronsard (1524–1585)
- Edmond Rostand (1868–1918)
- Marie Rouanet (* 1936)
- Jacques Roubaud (1932–2024)
- Jean Rouquette (* 1938)
- Jean-Jacques Rousseau (1712–1778)
- Raymond Roussel (1877–1933)
- Jean Rousselot (1913–2004)
- Agnès Rouzier (1936–1981)
- Jules Roy (1907–2000)
- Gilles Rozier (* 1963)
- Jean-Christophe Rufin (* 1952)

## S
- Régis de Sá Moreira (* 1973)
- Robert Sabatier (1923–2012)
- Marquis de Sade (1740–1814)
- Françoise Sagan (1935–2004)
- Marc-Antoine Girard de Saint-Amant (1594–1661)
- Gonzague Saint Bris (1948–2017)
- Antoine de Saint-Exupéry (1900–1944)
- Octavien de Saint-Gelais (1468–1502)
- Michel de Saint-Pierre (1916–1987)
- César Vichard de Saint-Réal (1639–1692)
- Charles Augustin Sainte-Beuve (1804–1869)
- Scévole (I.) de Sainte-Marthe (1536–1623)
- Jean Salmon Macrin (1490–1557)
- Lydie Salvayre (* 1948)
- George Sand (1804–1876)
- Romain Sardou (* 1974)
- Nathalie Sarraute (1900–1999)
- Albertine Sarrazin (1937–1967)
- Jean-Paul Sartre (1905–1980)
- Annie Saumont (1927–2017)
- Jocelyne Saucier (* 1948)
- Marcelle Sauvageot (1900–1934)
- Jean de Schelandre (1584–1635)
- Jean Schlumberger (1877–1968)
- Joachim Schnerf (* 1987)
- Edouard Schuré (1841–1929)
- Ann Scott (* 1965)
- Olivier Séchan (1911–2006)
- Victor Segalen (1878–1919)
- Pierre Seghers (1906–1987)
- Sophie de Ségur (1799–1874)
- Jaime Semprun (1947–2010)
- Léopold Sédar Senghor (1906–2001)
- Michel Serres (1930–2019)
- Olivier de Serres (1539–1619)
- Madame de Sévigné (1626–1696)
- Claude Simon (1913–2005)
- Leïla Slimani (* 1981)
- Philippe Sollers (1936–2023)
- Philippe Soupault (1897–1990)
- Adélaïde de Souza (1761–1836)
- Madame de Staël (1766–1817)
- Stendhal (1783–1842)
- Adrien-Thomas Perdou de Subligny (1640–1680)
- Eugène Sue (1804–1857)
- Jules Supervielle (1884–1960)
- Dominique Sylvain (* 1957)

## T
- Étienne Tabourot (1549–1590)
- Abdellah Taïa (* 1973)
- Jean Tardieu (1903–1995)
- Michel Tauriac (1927–2013)
- Jean Teulé (1953–2022)
- Chantal Thomas (* 1945)
- Claude Tillier (1801–1844)
- Germaine Tillion (1907–2008)
- Jean de Tinan (1874–1898)
- Marcelle Tinayre (1870–1948)
- Alexis de Tocqueville (1805–1859)
- Edmond Tranin (1895–20. Jahrhundert)
- Elsa Triolet (1896–1970)
- Flora Tristan (1803–1844)
- Frédérick Tristan (1931–2022)
- Michel Tournier (1924–2016)
- Odet de Turnèbe (1552–1581)
- Tristan Tzara (1896–1963)

## U
- Tomi Ungerer (1931–2019)

## V
- Paul Valéry (1871–1945)
- Jules Vallès (1832–1885)
- Fred Vargas (* 1957)
- Nicolas Vauquelin des Yvetaux (1567–1649)
- Jean Vauthier (1910–1992)
- Jean Vautrin (1933–2015)
- Franck Venaille (* 1936)
- Vercors (1902–1991)
- Paul Verlaine (1844–1896)
- Jules Verne (1828–1905)
- Paul Veyne (1930–2022)
- Paul Vialar (1898–1996)
- Boris Vian (1920–1959)
- Alfred de Vigny (1797–1863)
- Marie-Catherine de Villedieu (um 1640–1683)
- Gérard de Villiers (1929–2013)
- Auguste de Villiers de L’Isle-Adam (1838–1889)
- François Villon (1431 – nach 1463)
- Voltaire (1694–1778)

## W
- Daniel Walther (1940–2018)
- André-Paul Weber (1927–2016)
- Simone Weil (1909–1943)
- Bernard Werber (* 1961)
- Anne Wiazemsky (1947–2017)
- Monique Wittig (1935–2003)

## Y
- Marguerite Yourcenar (1903–1987)
- Jacques Yver (1520–1572)

## Z
- Alice Zeniter (* 1986)
- Émile Zola (1840–1902)
- Cizia Zykë (1949–2011)